# Африканско мравоядче
Африканско мравоядче (Myrmecocichla aethiops) е вид птица от семейство Muscicapidae.

## Разпространение
Видът е разпространен в Буркина Фасо, Гамбия, Камерун, Кения, Мали, Мавритания, Нигер, Нигерия, Сенегал, Судан, Танзания, Централноафриканската република и Чад.